# Baú de Votu (livro)
Baú de Votu, também grafado como "Baú de Votu – Uma coleção de histórias de quem fez nossa cidade" (na capa), ou "Baú de Votu: famílias que participaram do desenvolvimento de Votuporanga" (na ficha catalográfica), é um livro brasileiro escrito por José Carlos Pontes e publicado em 2025 pela Editora Ponto Z.

## Sinopse
A obra resgata a história local de Votuporanga, amparada por uma forte base narrativa desenvolvida a partir do programa de entrevistas homônimo, exibido pela TV UNIFEV, emissora educativa da Fundação Rádio Educacional de Votuporanga (FREV). O livro destaca personagens, memórias e eventos marcantes da cidade.

## Estrutura
Organizada em capítulos temáticos com textos introdutórios e comentários do autor, a obra reúne memórias orais de pioneiros da cidade e de seus descendentes. É baseada em 94 entrevistas realizadas no programa Baú de Votu, veiculado pela TV UNIFEV, com foco em trajetórias familiares desde a década de 1940. Cada depoimento é acompanhado de um código QR que permite acesso ao vídeo completo da entrevista, integrando conteúdo escrito e audiovisual.
Segundo o autor:
“O projeto se firma como um documento histórico vivo que une memória escrita e audiovisual do crescimento da cidade desde sua fundação.”

## Recepção
Baú de Votu teve boa repercussão em Votuporanga e região. O lançamento ocorreu em 16 de maio de 2025, no Memorial UNIFEV, com cobertura de veículos de comunicação locais e participação de representantes da comunidade. O reitor da UNIFEV, Prof. Dr. Osvaldo Gastaldon, autor do prefácio da obra, declarou na ocasião:
“Essa é uma maneira de contar sobre a nossa cidade pela perspectiva dos pioneiros que ainda estão aqui e também pelos seus descendentes, que fazem com que Votuporanga continue se destacando como um município referência na região e no Estado.”